# Cheilanthes malacitensis
Cheilanthes malacitensis är en kantbräkenväxtart som beskrevs av Rasbach och Reichst. Cheilanthes malacitensis ingår i släktet Cheilanthes och familjen Pteridaceae. Inga underarter finns listade.